# Anacridium incisum
Anacridium incisum är en insektsart som beskrevs av Rehn, J.A.G. 1942. Anacridium incisum ingår i släktet Anacridium och familjen gräshoppor. Inga underarter finns listade i Catalogue of Life.